# Dingé
Dingé (bret. Dingad) – miejscowość i gmina we Francji, w regionie Bretania, w departamencie Ille-et-Vilaine.
Według danych na rok 1990 gminę zamieszkiwało 1265 osób, a gęstość zaludnienia wynosiła 24 osoby/km² (wśród 1269 gmin Bretanii Dingé plasuje się na 486. miejscu pod względem liczby ludności, natomiast pod względem powierzchni na miejscu 64.).